# Gare d'Ouman
La gare d'Ouman  (ukrainien : Умань (станція)) est une gare ferroviaire située dans la ville de Ouman en Ukraine.

### Accueil

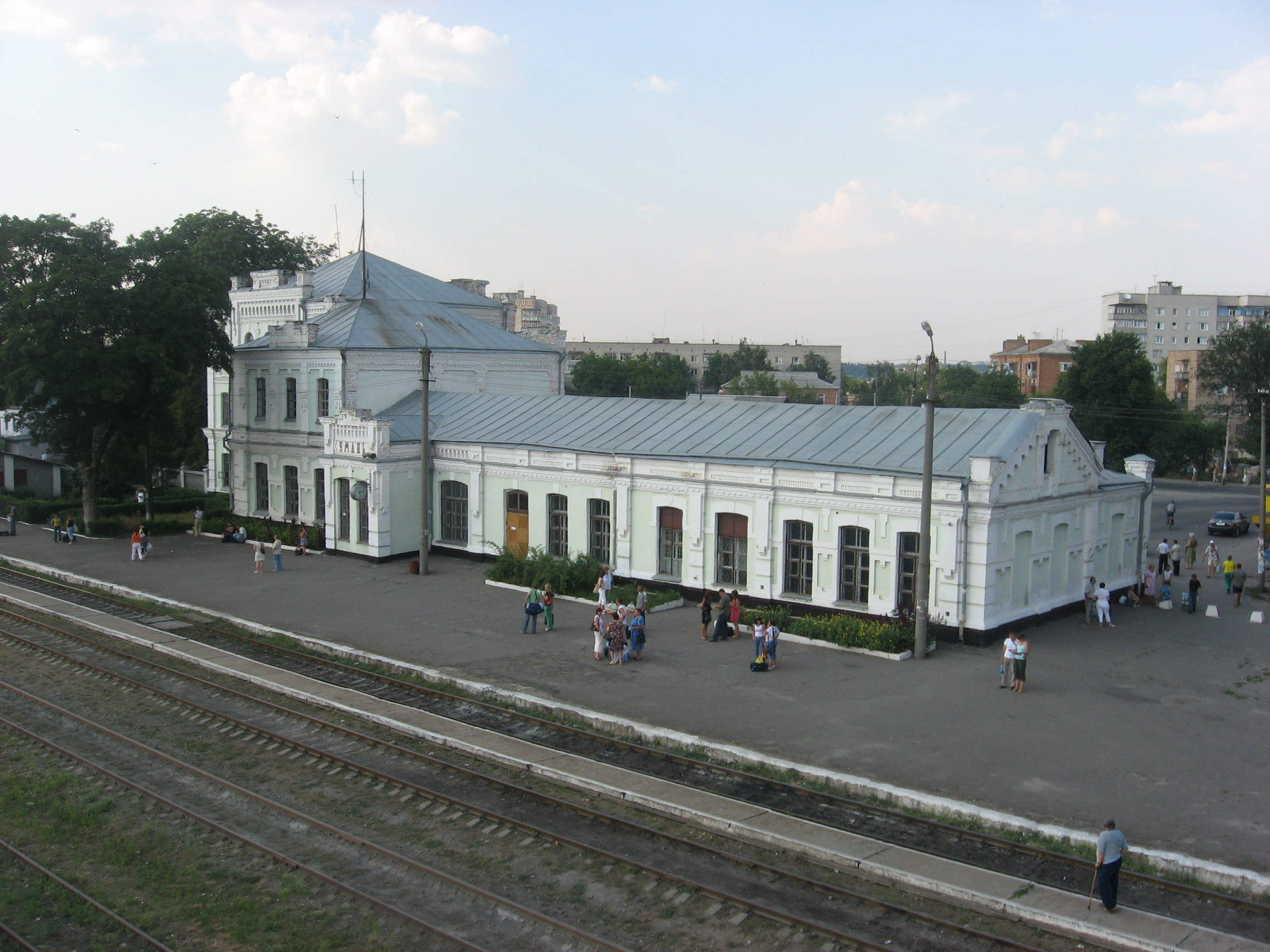
Autre vue.

## Histoire
La gare est ouverte en 1890. 